# Sounds
Sounds je název britského hudebního časopisu, který vycházel každý týden. První číslo vyšlo již 10. října 1970. Stal se dobře známým zejména proto, že v příloze uprostřed byl nejdříve černobílý, od následujícího roku barevný plakát. V následujících letech dobře zaznamenával Novou vlnu britského heavy metalu a Oi!, ale později i newyorskou No Wave hudební scénu. Časopis zanikl v roce 1991.